# 天城一
天城 一（あまぎ はじめ、1919年1月11日 - 2007年11月9日）は、日本の小説家、推理作家、数学者（解析学）、大阪教育大学名誉教授。本名中村 正弘。
別筆名に「高天原 アリサ」「青山 狂介」がある。

## 経歴
東京生まれ。東北帝国大学数学科卒業。
1947年、探偵小説雑誌『宝石』2・3月合併号（岩谷書店）掲載の短編「不思議な国の犯罪」（後に「不思議の国の犯罪」に改題）でデビュー。摩耶正を探偵役とした密室ものの作品を発表し、寡作ながらも学者独特の観察眼からの作品は人気が高い。
1955年に長編「圷家殺人事件」執筆後、長らく作品がなかったが、1975年に復活。アリバイを重視した島崎警部を探偵役とした作品を発表した。
長らく単独の著書がなかったが、晩年になって著作がまとめられた（「天城一傑作集」全4巻）。雑誌デビューから実に57年を経ての初単行本である。その第1巻『天城一の密室犯罪学教程』で、第5回本格ミステリ大賞評論・研究部門を受賞。
2007年11月9日、肺炎のため死去、享年88。

## 作品

### 長編
- 『圷家殺人事件』
- 『風の時 / 狼の時』 （『圷家殺人事件』の改稿版）
- 『宿命は待つことができる』 （『Destiny can wait : または<犬> 』の改題）
- 『沈める涛』

### 短編
- 「不思議の国の犯罪」
- 「鬼面の犯罪」
- 「奇蹟の犯罪」
- 「高天原の犯罪」
- 「夢の中の犯罪」
- 「明日のための犯罪」
- 「盗まれた手紙」
- 「ポツダム犯罪」
- 「黒幕・十時に死す」
- 「夏の時代の犯罪」
- 「冬の時代の犯罪」
- 「ニ長調のアリバイ」
- 「春嵐」

## 著書
- 『数学教育史』（中村正弘名義、寺田幹治共著、槙書店、数学選書） 1972
- 『天城一の密室犯罪学教程』（日下三蔵編、日本評論社） 2004年5月、のち宝島社文庫 2020年7月
- 『島崎警部のアリバイ事件簿』（日下三蔵編、日本評論社） 2005年6月
- 『宿命は待つことができる』（日下三蔵編、日本評論社） 2006年8月
- 『風の時 / 狼の時』（日下三蔵編、日本評論社） 2009年4月